# شبكة لامركزية 42
الشبكة اللامركزية 42 (والمعروفة أيضًا بالاختصار dn42) هي شبكةٌ لامركزية تتبع أسلوب نظير إلى نظير تم إنشاؤها باستخدام الشبكات الخاصة الافتراضية (VPN) وموجهات برمجيات بروتوكول البوابة (BGP).
وعلى عكس الشبكات الخفية، لا تهدف «الشبكة اللامركزية 42» إلى محاولة توفير السرية أو الهوية المجهولة لمستخدميها، بل هي شبكةٌ تسعى لاستكشاف تقنيات التوجيه المستخدمة في الإنترنت كما تحاول خلق اتصالاتٍ مباشرة بين الأعضاء دون اللجوء إلى ترجمة عنوان شبكة (NAT).
ولا تُعد «الشبكة اللامركزية 42» من المتداخلة بشكلٍ كامل؛ حيث إنها نادرًا ما تستخدم الروابط المادية بين الشبكات الأحادية مستعيضةً عنها بالروابط الافتراضية، وتستخدم هذه الروابط الافتراضية الإنترنت كوسيلة نقل، ولكنها مستقلةٌ عنه منطقيًا؛ حيث يمكنك اعتبار الرابط الافتراضي بطريقةٍ أو بأخرى كالألياف أو خطوط النحاس. ويتصل الجميع «بشبكةٍ خاصةٍ افتراضية» مع مشتركٍ أو أكثر، وترتبط الاتصالات بالعنوان المحلي لنظام أسماء النطاقات الديناميكي (DynDNS)/نظام أسماء النطاقات (DNS)، فإذا قررت استخدام بروتوكول تغليف التوجيه العام (GRE) أو الإس آي تي (SIT) فإنَّ (موجه النفق دياك 24) سوف يقوم بتحديث عنوان آي.بي العام عند نقطة نهاية الاتصال لتغيرات بروتوكول الإنترنت. وتستطيع الشبكة الخاصة الافتراضية المفتوحة (OpenVPN) القيام بذلك دون أي مساعدةٍ خارجية، ويُسْتَخْدَمُ بروتوكول البوابة في اتصالات الشبكة الخاصة الافتراضية (VPN) من أجل التوجيه البينيّ ذاتي النظام (AS)، كما يستخدمه بشكلٍ افتراضي بروتوكول «فتح أقصر مسار أولاً»(OSPF) من أجل التسيير الداخليّ ذاتي النظام، غير أنَّ المشتركين يمكنهم بالتأكيد استخدام أي بروتوكول يرونه مناسبًا لأغراض التوجيه داخل أنظمتهم الذاتية.
وتتكون مساحة العنوان (وهي المدى الكليّ لمواقع الذاكرة القابلة للعنونة بواسطة الحاسوب) من شبكاتٍ فرعية خاصة، حيث تُعد "172.22.0.0/15" بمثابة الشبكة الفرعية الأساسية، وتبدأ أرقام الأنظمة الذاتية في المساحة الخاصة من 64601 إلى 64855.
وتتكون أجهزة الحاسوب المُسْتَخْدَمة في «الشبكة اللامركزية 42» من مجموعةٍ من الموجهات، والتي لا تُعد دائمًا حلاً رخيصًا، وتوجد أربعة تطبيقاتٍ أساسية لبروتوكول البوابة على الأجهزة الافتراضية، ويُعد برنامج الكواجا (Quagga) (وهو برنامجٌ فعال لمحاكاة عملية التوجيه على الشبكة) أكثر البرامج شيوعًا في «الشبكة اللامركزية 42»، وهو النسخة المطورة من البرنامج الأقدم جنو زيبرا (GNU Zebra)، والذي يعمل على معظم أنظمة تشغيل يونكس (Unix) من جنو/لينكس (Linux) بدءًا من نظام * توزيعة برمجيات بيركلي (BSD) إلى أوبن سولاريس (OpenSolaris). ويُسْتَخْدَمُ برنامج أوبن بي.جي.بي.دي (OpenBGPD) أيضًا في «الشبكة اللامركزية 42» والذي يعمل على نظام تشغيل أوبن بي.إس.دي (OpenBSD). وتوجد أيضًا «فئة المؤسسات» إكس.أو.آر.بي (XORP) والنسخة المبسطة من البرنامج الخفي بيرد (BIRD)، إلا أنَّ هذه البرامج لا تُسْتَخْدَمُ بصورةٍ شائعة في «الشبكة اللامركزية 42»، وهناك بعض الأجهزة التي تعمل على «جونوس» (JunOS)، أو نظام تشغيل جونيبر (Juniper Operating system)، والذي يتم استخدامه مع أجهزة التسيير الاحترافية.

## وصلات خارجية
- الموقع الرسمي